# 1908년 하계 올림픽 양궁 남자 컨티넨털 스타일
1908년 하계 올림픽 양궁 남자 컨티넨털 스타일은 1908년 하계 올림픽 양궁의 3개 세부종목 중 하나로, 한 국가당 최대 30명의 선수를 출전시킬 수 있었으나 이에 도달한 국가는 없었다.
개최국 영국이 요크 라운드 종목에서 압도했다면 프랑스는 컨티넨털 스타일을 석권하였다. 컨티넨털 스타일 종목에 출전한 영국 선수는 1명뿐이었으며 12위를 기록하였고, 미국 선수 1명도 15위를 기록하였다. 다만 더블 요크 라운드에 출전했던 다수의 영국 선수들이 메달 경쟁에는 나서지 않으면서 이 종목에 참가했다는 기록이 남아 있다. 그 가운데 한 명인 로버트 백하우스는 260점을 기록하였으며 그 기록을 인정받아 공로훈장을 수여받았다. 실제 대회에 나섰다면 은메달에 해당되는 기록이었다.
프랑스의 루이 베르네와 앙리 베르통이 40발 전부를 맞추면서 선두에 올랐으며, 외젠 그리조, 귀스타브 카바레, 샤를 오브라스, 루이 살랭그르도 1발을 제외한 모든 화살을 명중시켰다.

## 경기 방식
각 라운드당 50m 거리에서 40발을 쏘았으며, 단독으로 화살을 쏘았다. 표적지의 점수는 9점, 7점, 5점, 3점, 1점으로 구분되었으며 화살이 닿은 점수라인이 두 개라면 높은 점수 쪽으로 인정을 받았다. 동점인 경우에는 명중 횟수와 골드수 (9점 라인 내 명중)로 순위를 가렸다.

## 경기 결과
| 순위 | 선수                 | 국가   | 점수 |
| ---- | -------------------- | ------ | ---- |
| 1    | 외젠 그리조          | 프랑스 | 263  |
| 2    | 루이 베르네          | 프랑스 | 256  |
| 3    | 귀스타브 카바레      | 프랑스 | 255  |
| 4    | 샤를 오브라스        | 프랑스 | 231  |
| 5    | 샤를 케르벨          | 프랑스 | 223  |
| 6    | 알베르 도셰즈        | 프랑스 | 222  |
| 7    | 루이 살랭그르        | 프랑스 | 215  |
| 8    | 앙리 베르통          | 프랑스 | 212  |
| 9    | 외젠 리셰즈          | 프랑스 | 210  |
| 10   | 에두아르 보두앵      | 프랑스 | 206  |
| 11   | 샤를 발레            | 프랑스 | 193  |
| 12   | 존 키워스            | 영국   | 190  |
| 13   | 에밀 피쇠            | 프랑스 | 185  |
| 14   | 장 루이 드 라 크루아 | 프랑스 | 177  |
| 15   | 헨리 B. 리처드슨     | 미국   | 171  |
| 16   | 알프레 푸파르        | 프랑스 | 155  |
| 17   | 오스카르 제이        | 프랑스 | 134  |